# 1958年の日本公開映画
- 映画 > 映画の一覧 > 年度別日本公開映画 > 1958年の日本公開映画
- 映画 > 1958年の映画 > 1958年の日本公開映画

1958年の日本公開映画（1958ねんのにほんこうかいえいが）では、1958年（昭和33年）1月1日から同年12月31日までに日本で商業公開された映画の一覧を記載。作品名の右の丸括弧内は製作国を示す。
記載の凡例については年度別日本公開映画#凡例を参照

## 作品一覧
日本映画だけで537作に上る

### 1月
- 3日
  - 社長三代記 ( 日本)
  - 柳生武芸帳　双龍秘劔 ( 日本)
- 4日
  - 腕環のロンド ( アメリカ合衆国)
- 9日
  - 乾杯!見合結婚 ( 日本)
  - 負ケラレマセン勝ツマデハ ( 日本)
- 10日
  - 地下水道 ( ポーランド)
  - 夜の豹 ( アメリカ合衆国)
- 15日
  - 張込み ( 日本)
  - 百獣の王ライオン ( アメリカ合衆国)
  - 勇敢な猟犬 ( アメリカ合衆国)
  - 夜の牙 ( 日本)
- 18日
  - 光は愛とともに ( イギリス)
- 22日
  - 白い悪魔 ( 日本)
- 28日
  - 眼下の敵 ( アメリカ合衆国)
- 29日
  - オンボロ人生 ( 日本)

### 2月
- 8日
  - 怒りの孤島 ( 日本)
- 11日
  - 花嫁三重奏 ( 日本)
- 16日
  - 日日の背信 ( 日本)
- 18日
  - お父さんはお人好し 家に五男七女あり ( 日本)
  - 母三人 ( 日本)
- 19日
  - 突撃 ( アメリカ合衆国)
  - 悪徳 ( 日本)
- 21日
  - 反撃の銃弾 ( アメリカ合衆国)
- 24日
  - 毒婦高橋お伝 ( 日本)
- 26日
  - 大当り狸御殿 ( 日本)
  - 別れの波止場 ( 日本)

### 3月
- 5日
  - 海の壁 ( イタリア /  アメリカ合衆国)
  - 眼には眼を ( フランス)
- 11日
  - 赤胴鈴之助　三つ目の鳥人 ( 日本)
  - 錆びたナイフ ( 日本)
- 12日
  - お父さんはお人好し 花嫁善哉 ( 日本)
  - 家内安全 ( 日本)
  - 情婦 ( アメリカ合衆国)
  - 翼に賭ける命 ( アメリカ合衆国)
- 14日
  - 天皇・皇后と日清戦争 ( 日本)
- 15日
  - 十戒 ( アメリカ合衆国)
- 18日
  - おトラさんのホームラン ( 日本)
  - 続・社長三代記 ( 日本)
  - 氷壁 ( 日本)
  - 螢火 ( 日本)
  - 夫婦百景 ( 日本)
- 20日
  - 青春物語 ( アメリカ合衆国)
- 23日
  - 阿波狸変化騒動 ( 日本)
  - カウボーイ ( アメリカ合衆国)
- 25日
  - 少年探偵団　首なし男 ( 日本)
  - 少年探偵団　透明人間 ( 日本)

### 4月
- 1日
  - 恋は異なもの味なもの ( 日本)
  - 底抜けやぶれかぶれ ( アメリカ合衆国)
  - 旅笠道中 ( 日本)
  - 忠臣蔵 ( 日本)
  - 花ざかりおトラさん ( 日本)
  - ひばり捕物帖 かんざし小判 ( 日本)
  - 僕はツイてる ( アメリカ合衆国)
- 5日
  - 武器よさらば ( アメリカ合衆国)
- 6日
  - 魅惑の巴里 ( アメリカ合衆国)
- 12日
  - 女体桟橋 ( 日本)
- 15日
  - 喧嘩も楽し ( 日本)
  - 東京の休日 ( 日本)
  - 陽のあたる坂道 ( 日本)
  - 夜の鼓 ( 日本)
- 19日
  - 抱擁 ( アメリカ合衆国)
- 22日
  - 無法松の一生 ( 日本)
- 27日
  - さまよう青春 ( アメリカ合衆国)
- 29日
  - 悲しみよこんにちは ( フランス)
  - 弥次㐂夛道中記 ( 日本)

### 5月
- 3日
  - 女は一回勝負する ( フランス)
  - 縄張り ( アメリカ合衆国)
- 6日
  - 美しい庵主さん ( 日本)
- 7日
  - 猫は知っていた ( 日本)
- 9日
  - この神聖なお転婆娘 ( フランス)
- 11日
  - アリババの復讐 ( アメリカ合衆国)
- 13日
  - 杏っ子 ( 日本)
- 17日
  - 生きていた男 ( アメリカ合衆国)
- 18日
  - 講道館破門状 ( 日本)
  - 鉄砲伝来記 ( 日本)
- 24日
  - 不如帰 ( 日本)
- 27日
  - バラの肌着 ( アメリカ合衆国)
- 29日
  - 楡の木蔭の欲望 ( アメリカ合衆国)
- 30日
  - 深く静かに潜航せよ ( アメリカ合衆国)

### 6月
- 1日
  - 楢山節考 ( 日本)
- 7日
  - 世界を駈ける恋 ( アメリカ合衆国)
- 10日
  - 警視庁物語 七人の追跡者 ( 日本)
- 13日
  - 勇者の赤いバッジ ( アメリカ合衆国)
- 22日
  - 巨人と玩具 ( 日本)
  - 警視庁物語 魔の伝言板 ( 日本)
- 24日
  - 美女と液体人間 ( 日本)
- 26日
  - 月夜の宝石 ( フランス/ イタリア/ アメリカ合衆国)
- 28日
  - 若き獅子たち ( アメリカ合衆国)

### 7月
- 1日
  - 女優志願 ( アメリカ合衆国)
- 5日
  - 黒い罠 ( アメリカ合衆国)
- 12日
  - 駅前旅館 ( 日本)
  - 若い獣 ( 日本)
- 13日
  - 亡霊怪猫屋敷 ( 日本)
- 15日
  - ゴーストタウンの決斗 ( アメリカ合衆国)
  - 最后の接吻 ( アメリカ合衆国)
- 29日
  - 先生のお気にいり ( アメリカ合衆国)
- 30日
  - 月光仮面 ( 日本)
  - 若君千両傘 ( 日本)

### 8月
- 2日
  - 吸血鬼ドラキュラ ( イギリス)
- 5日
  - おトラさんのお化け騒動 ( 日本)
  - 花の慕情 ( 日本)
- 10日
  - 憲兵と幽霊 ( 日本)
- 12日
  - 風速40米 ( 日本)
- 14日
  - 続 菩提樹 ( 日本)
  - 初恋 ( アメリカ合衆国)
- 19日
  - 炎上 ( 日本)
- 23日
  - 野ばら ( オーストリア)
- 26日
  - 荒城の月 ( 日本)
  - サザエさんの婚約旅行 ( 日本)
- 29日
  - 悪人の土地 ( アメリカ合衆国)

### 9月
- 2日
  - 鰯雲 ( 日本)
  - おトラさんの公休日 ( 日本)
- 7日
  - 彼岸花 ( 日本)
- 11日
  - 無頼の群 ( アメリカ合衆国)
- 13日
  - 鍵 ( イギリス /  アメリカ合衆国)
- 16日
  - 続々サラリーマン太閤記 ( 日本)
- 18日
  - 鉄道員 ( イタリア)
- 20日
  - ヴァイキング ( アメリカ合衆国)
- 23日
  - 赤い陣羽織 ( 日本)
  - 赤い波止場 ( 日本)
  - 東京は恋人 ( 日本)
- 26日
  - 死刑台のエレベーター ( フランス)

### 10月
- 1日
  - 偽将軍 ( アメリカ合衆国)
  - 日連と蒙古大襲来 ( 日本)
- 4日
  - 愛する時と死する時 ( アメリカ合衆国)
  - 追撃機 ( アメリカ合衆国)
- 11日
  - 手錠のままの脱獄 ( アメリカ合衆国)
- 14日
  - 大怪獣バラン ( 日本)
- 15日
  - 絶唱 ( 日本)
  - 未練の波止場 ( 日本)
  - 眼の壁 ( 日本)
- 17日
  - ある微笑 ( アメリカ合衆国)
  - パジャマゲーム ( アメリカ合衆国)
- 19日
  - 地獄の道連れ ( アメリカ合衆国)
- 22日
  - 影なき声 ( 日本)
  - 共犯者 ( 日本)
  - 白蛇伝 ( 日本・アニメ)
- 23日
  - サレムの魔女 ( フランス)
- 26日
  - めまい ( アメリカ合衆国)
- 28日
  - 裸の大将 ( 日本)
- 29日
  - 嵐の中を突っ走れ ( 日本)
- 30日
  - 悪女の季節 ( 日本)
  - 裸者と死者 ( アメリカ合衆国)

### 11月
- 1日
  - 西部の人 ( アメリカ合衆国)
  - 無分別 ( イギリス)
- 3日
  - 続 夫婦百景 ( 日本)
- 11日
  - 点と線 ( 日本)
- 12日
  - 完全な遊戯 ( 日本)
- 19日
  - 果しなき欲望 ( 日本)
- 21日
  - 雷撃命令 ( アメリカ合衆国)
- 22日
  - 制服の処女 ( ドイツ/ フランス)
- 23日
  - 人生劇場 青春篇 ( 日本)
- 26日
  - 森と湖のまつり ( 日本)
- 28日
  - SOSタイタニック/忘れえぬ夜 ( イギリス)
- 29日
  - 弁天小僧 ( 日本)
  - 汚れた肉体聖女 ( 日本)

### 12月
- 20日
  - おトラさん大繁盛 ( 日本)
  - 勢揃い江戸っ子長屋 ( 日本)
- 23日
  - ぼくの伯父さん ( フランス イタリア)
- 24日
  - 熱いトタン屋根の猫 ( アメリカ合衆国)
  - 平原の待伏せ ( アメリカ合衆国)
- 25日
  - 大いなる西部 ( アメリカ合衆国)
- 26日
  - 奥様ご用心 ( フランス イタリア)
- 27日
  - フランケンシュタインの復讐 ( イギリス)
- 28日
  - 赤いランプの終列車 ( 日本)
  - 隠し砦の三悪人 ( 日本)
  - くたばれヤンキース ( アメリカ合衆国)
  - 紅の翼 ( 日本)
  - 女王蜂の怒り ( 日本)
- 31日
  - 暴れ者 ( アメリカ合衆国)